# Richard Hausmann
Richard Andreas Hausmann, född 28 augusti 1960, är en tysk fysiker och företagsledare. Han är känd för att ha byggt upp ett privat personbilsmuseum i Baiersdorf i Bayern i Tyskland, med ett 15-tal av de äldsta civila Volkswagen-bilarna från 1940-talet (modellerna KdF-Wagen och Käfer).
Han studerade teknisk fysik vid Universität Regensburg och Stone Brook University på Long Island i USA från 1980 och disputerade 1988 vid Universität Regensburg. Han arbetade därefter inom den medicintekniska delen av Siemens AG från 1988, bland annat som chef för dotterföretaget i Kina 2005–2012. Han var chef för Global MR Business for General Electric Health Care i USA 2011–2014. Under åren 2016–2020 var han verkställande direktör för Elekta AB.